# Алые паруса (жилой комплекс)

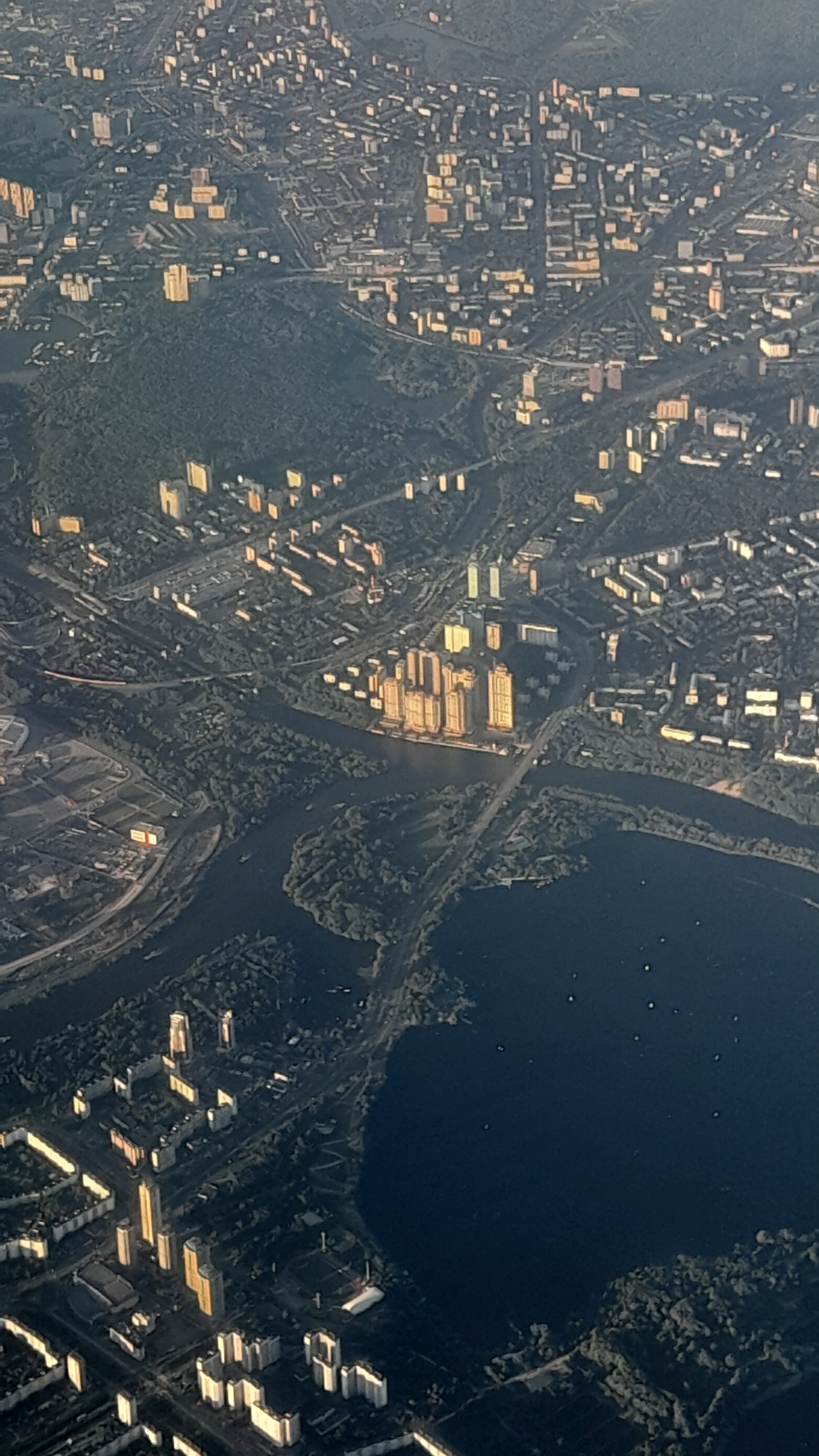
Вид с воздуха

«Алые паруса» — высотный жилой комплекс в Москве (Авиационная улица, дома 77 — 79), состоящий из шести корпусов. Первый корпус был построен в 2001 году. К середине 2010-х годов построены все спроектированные корпуса комплекса, по состоянию на 2020-е годы входит в тридцатку самых высоких зданий Москвы. Заказчик и инвестор строительства — Донстрой, архитектор — Андрей Трофимов.
Корпуса — монолитно-кирпичные здания высотой от 27 до 48 этажей, первые три корпуса расположены на берегу Москвы-реки невдалеке от шлюза № 8 Канала имени Москвы. Территория комплекса — более 7 га, на территории расположены аквапарк, бассейн, спа-центр, фитнес-центр, боулинг, теннисный центр, футбольное поле, ресторан, яхт-клуб. На крыше 4 корпуса расположена вертолётная площадка. Стоимость квартир в 2001 году составляла около $1,25 тыс. за м², к 2008 году цены выросли до $7,45 тыс. за м² за неотделанные квартиры и до $17,8 тыс. за м² за квартиры с отделкой. В аренду квартиры в 2008 году сдавались по ценам от $6 тыс. до $35 тыс. в месяц.

## Происшествия
- 15 декабря 2000 года в результате обрыва троса с 15-го этажа здания обрушилась люлька со строителями. Погибли три человека[2][3].
- 6 сентября 2001 года во время сильного ветра башенный кран накренился в сторону, переломился посередине и упал на строящийся дом. Пострадали два человека[4][5].
- 12 мая 2003 года во время пожара на строительной площадке жилого комплекса погибли 10 строителей, двое пострадали[6][2].
- 14 января 2016 года при падении в шахту лифта дома № 79 погибла 36-летняя Ирина Володина, дочь диктора Евгения Кочергина[7].
- 12 апреля 2021 года в фитнес-клубе жилого комплекса был застрелен криминальный авторитет Али Гейдаров[8].
- 26 мая 2022 года облицовочные кирпичи фасада одного из корпусов упали с уровня шестого этажа на тротуар и повредили припаркованные автомобили[9].
- 3 февраля 2025 года в лифтовом холле жилого комплекса сработало взрывное устройство, в результате взрыва погиб основатель батальона «АрБат» в самопровозглашённой ДНР Армен Саркисян и его охранник[10].